# 徐京华 (1922年)
徐京华（1922年11月17日—2003年1月23日），男，上海人，中国生物物理学家，中国科学院上海生理研究所研究员，浙江大学教授。

## 生平
1935年参加一二九运动。1936年9月在北平志成中学参加中华民族解放先锋队。1937年5月加入中国共产党。1938年从上海流亡至广西，借读于桂林高中。1939年考入国立西南联合大学理学院化学系。1944年毕业后为驻云南美军做翻译，1945年抗日战争胜利后返回上海，入职国立中央研究院医学研究所，参与神经肌肉的生理生化研究。1949年10月中华人民共和国成立后，历任上海市中国科学院生理生化研究所助理研究员、副研究员、研究员。1960年后，任中国科学院生物化学研究所研究员。文化大革命期间受到冲击。1979年，任中国科学院生物物理研究所兼职研究员。1980年，任中国生物物理学会第一届理事会副理事长、上海生物物理学会理事长。1986年，任中国科学院理论物理研究所客座研究员。1987年，任浙江大学生物工程系兼职教授。2003年1月23日在上海逝世，享年80岁。